# Wjatscheslaw Wladimirowitsch Posdnjakow
Wjatscheslaw Wladimirowitsch Posdnjakow (russisch Вячеслав Владимирович Поздняков; * 17. Juni 1978 in Jaroslawl, Russische SFSR) ist ein ehemaliger russischer Florettfechter.

## Erfolge
Wjatscheslaw Posdnjakow gewann zunächst 2003 in Bourges bei den Europameisterschaften mit der Mannschaft die Bronzemedaille, ehe er im Jahr darauf in Kopenhagen mit ihr Europameister wurde. Im selben Jahr nahm er an den Olympischen Spielen in Athen teil, bei denen er mit der Mannschaft nach einem Sieg gegen Griechenland in der ersten Runde gegen Italien im Halbfinale unterlag. Im Gefecht um Bronze setzte er sich gemeinsam mit Renal Ganejew, Juri Moltschan und Ruslan Nassibullin gegen die Vereinigten Staaten knapp mit 45:44 durch.